# ACT New Zealand
L'ACT Nuova Zelanda (in inglese ACT New Zealand) è un partito politico neozelandese di orientamento libertario, liberale e liberista fondato nel 1994.
ACT è sigla di Association of Consumers and Taxpayers (Associazione dei Consumatori e dei Contribuenti), fondata nel 1993 da Roger Douglas e Derek Quigley.
ACT supportò il governo neozelandese dal 2008 al 2017, quando aveva come principale partito di maggioranza i liberal-conservatori del Partito Nazionale della Nuova Zelanda. L'attuale leader del partito è David Seymour. Durante le elezioni generali del 2017, ACT ha mantenuto il suo unico seggio a Epsom (zona centrale e orientale di Auckland City) e ha ricevuto lo 0,5% dei voti popolari. Durante le elezioni generali del 2020 il partito ha ricevuto l'8% dei voti affermandosi come terzo partito del paese e ottenendo così dieci parlamentari eletti. Nel 2023, il partito è cresciuto all'8,64%, rientrando nella coalizione di centro-destra al governo.

## Principi
ACT afferma di aderire ai principi del libertarismo e del liberalismo classico, del piccolo governo e del laissez faire accoppiati a ciò che il partito considera un alto riguardo per la libertà individuale e la responsabilità personale. ACT stabilisce così i suoi valori:
- Che gli individui sono i legittimi proprietari della propria vita e quindi hanno libertà e responsabilità intrinseche;
- Che lo scopo proprio del governo è proteggere tali libertà e non assumersi tali responsabilità[13].

## Risultati elettorali
| Elezione      | Voti    | %    | Seggi    |
| ------------- | ------- | ---- | -------- |
| Generali 1996 | 126.442 | 6,10 | 8 / 120  |
| Generali 1999 | 145.493 | 7,04 | 9 / 120  |
| Generali 2002 | 145.078 | 7,14 | 9 / 122  |
| Generali 2005 | 34.469  | 1,50 | 2 / 122  |
| Generali 2008 | 85.496  | 3,65 | 5 / 122  |
| Generali 2011 | 23.889  | 1,07 | 1 / 122  |
| Generali 2014 | 16.689  | 0,69 | 1 / 121  |
| Generali 2017 | 13.075  | 0,50 | 1 / 120  |
| Generali 2020 | 190.139 | 7,98 | 10 / 120 |
| Generali 2023 | 246.409 | 8,64 | 11 / 123 |